# سانت سيبريا دي فالالتا
بلدية سانت سيبريا دي بالالتا (بالكاتالانية: Sant Cebrià de Vallalta) هي إحدى بلديات مقاطعة برشلونة، والتي تقع في منطقة كاتالونيا، شرق إسبانيا.
يبلغ عدد سكانها 3.075 نسمة وفقاً لإحصائية سنة (2007).